# Pravni lordovi
Pravni lordovi (eng. Law Lords) ili Redovni prizivni lordovi (eng. Lords of Appeal in Ordinary) su bili imenovani članovi Doma Lordova u britanskom Parlamentu koji su djelovali kao najviši, vrhovni sud Ujedinjenog Kraljevstva sve do listopada 2009. godine. Njihov položaj je bio uređen parlamentarnim aktom iz 1876. godine. Broj im se povećavao kroz povijest, a u trenutku ukinuća ih je bilo 12. Ustavnim reformskim aktom Parlamenta iz 2005. godine predviđeno je da će funkciju suda posljednje istance preuzeti Vrhovni sud Ujedinjenog Kraljevstva, koji je s radom započeo u listopadu 2009. godine. Time je nestala posebnost složenog britanskog pravosuđa da funkciju vrhovnog suda obavljaju članovi gornjeg doma zakonodavnog tijela te je jasno razgraničena zakonodavna od sudbene vlasti. Dvanaest posljednje imenovanih Pravnih lordova postali su prvi vrhovni suci Ujedinjenog Kraljevstva. 

## Posljednje imenovani Pravni lordovi
- Lord Phillips of Worth Matravers, prvi predsjednik Vrhovnog suda
- Lord Hope of Craighead
- Lord Saville of Newdigate
- Lord Scott of Foscote
- Lord Rodger of Earlsferry
- Lord Walker of Gestingthorpe
- Barunica Hale of Richmond
- Lord Brown of Eaton-under-Heywood
- Lord Mance
- Lord Neuberger of Abbotsbury
- Lord Collins of Mapesbury
- Lord Kerr of Tonaghmore